# フルガダ国際空港
フルガダ国際空港（アラビア語: مطار الغردقة الدولي、英語: Hurghada International Airport）はエジプトのフルガダにある国際空港。フルガダの旧市街にあたるエル・ダハール地区から南西に5kmの地点にある。
2009年には673万87人の旅客を取り扱ったが、2008年と比較すると-0.2%と僅かながら減少した。

## 施設と改修
現在フルガダ国際空港ではターミナル一つで旅客を取り扱っているが、近年の需要拡大により到着ホールの新設など1億5000万ドル以上を投じた旅客ターミナルの改修が行われた。それに加えて年間750万人を取り扱うことが可能となる新しい旅客ターミナルを建設しており、3億ドルの予算と36ヶ月の期間をかけ、2011年には供用が開始される予定である。このターミナルには免税店やレストランのほか様々な店舗が入居するとみられている。
また2本目の4000m級滑走路の新設も行われている。

## 就航航空会社
| 航空会社                                           | 就航地 |
| -------------------------------------------------- | --- |
| アドリア航空                                       | リュブリャナ |
| アエロフロート・ロシア航空                         | モスクワ |
| エア・バルティック                                 | リガ[季節運航] |
| エア・ベルリン（ベルエアーによる運航）             | バーゼル、チューリッヒ |
| エア・イタリー・ポーランド                         | グダニスク、カトヴィツェ、ワルシャワ |
| AMC航空                                            | リエージュ、リール |
| アークフライ                                       | アムステルダム |
| アストライオス航空                                 | リーズ、ロンドン |
| アトラント・ソユーズ航空                           | モスクワ |
| オーストリア航空                                   | ウィーン |
| アヴィオジェネックス                               | ベオグラード |
| ブルガリア航空                                     | ソフィア |
| コルセール・インターナショナル                     | バーゼル |
| コンドル航空                                       | ベルリン(シェーネフェルト)、ケルン、デュッセルドルフ、フランクフルト、ハンブルク、ハノーファー、ライプツィヒ、ミュンヘン、シュトゥットガルト                         |
| ドンアヴィア                                       | ロストフ・ナ・ドヌ |
| イージージェット                                   | ロンドン |
| エーデルワイス航空                                 | ジュネーヴ、チューリッヒ |
| エジプト航空                                       | カイロ、ジュネーヴ |
| エジプト航空（エジプト航空エクスプレスによる運航） | アレキサンドリア、カイロ、シャルム・エル・シェイク |
| フィンエアー                                       | ヘルシンキ[季節運航] |
| フライLALチャーターズ                              | ヴィリニュス |
| ハンブルク・インターナショナル                     | ケルン、デュッセルドルフ、フリードリヒスハーフェン、ハンブルク、カールスルーエ/バーデン＝バーデン、ライプツィヒ、ザールブリュッケン、クレーヴェ                      |
| エア・セルビア                                     | ベオグラード |
| ジャジーラ航空                                     | クウェートシティ |
| Jet2.com                                           | マンチェスター[季節運航] |
| TUIフライ・ベルギー                                | ブリュッセル |
| スマートリンクス航空                               | リガ[季節運航] |
| ルクスエア                                         | ルクセンブルク市 |
| マレーヴ・ハンガリー航空                           | ブダペスト |
| ネオス                                             | ミラノ |
| ロシア航空                                         | サンクトペテルブルク[季節運航] |
| S7航空                                             | チェリャビンスク、モスクワ、ノヴォシビルスク |
| スター1航空                                        | ヴィリニュス |
| タロム航空                                         | ブカレスト[季節運航] |
| トーマス・クック航空                               | バーミンガム、イースト・ミッドランズ、ロンドン、マンチェスター、グラスゴー                                                                                           |
| TUIエアウェイズ                                    | ロンドン、マンチェスター |
| トーマス・クック航空ベルギー                       | ブリュッセル |
| トランサヴィア                                     | アムステルダム |
| トランサヴィア・フランス                           | パリ |
| トラベル・サービス                                 | ブダペスト、デブレツェン |
| TUIフライ・ドイッチュラント                        | ベルリン(テーゲル)[季節運航]、ケルン、デュッセルドルフ、ハンブルク[季節運航]、フランクフルト、ハンブルク、ハノーファー、ニュルンベルク[季節運航]、シュトゥットガルト |
| TUIフライ・ノルディック                            | ヘルシンキ |
| バイキング航空                                     | ロンドン、マンチェスター |

## 市街との交通
空港では通常のタクシーのほか、観光客向けタクシーやミニバスを空港から使うことができる。また、ハイヤーを呼ぶことも可能である。